# Roger Alperin
Roger Charles Alperin (* 8. Januar 1947; † 21. November 2019 in Carlsbad, Kalifornien) war ein US-amerikanischer Mathematiker, der sich mit Gruppentheorie und deren geometrischen und topologischen Anwendungen befasste.
Alperin studierte an der University of Chicago mit dem Bachelor-Abschluss 1969 und wurde 1973 an der Rice University bei Stephen M. Gersten promoviert (Whitehead Torsion of Finite Abelian Groups). 1973 wurde er Assistant Professor an der Brown University, 1978 Professor an der University of Oklahoma und seit 1987 ist er Professor an der San José State University.
Er befasste sich auch mit der Mathematik von Origami.

## Schriften
- als Herausgeber: Arboreal Group Theory. Proceedings of a Workshop, held September 13–16, 1988 (= Mathematical Sciences Research Institute Publications. 19). Springer, New York NY u. a. 1991, ISBN 0-387-97518-7.